# SN 2002im
SN 2002im – supernowa typu Ia odkryta 30 października 2002 roku w galaktyce A225804+0034. W momencie odkrycia miała maksymalną jasność 20,90m.